# 2003-as IndyCar Series szezon
A 2003-as IndyCar Series szezon volt az IndyCar Series nyolcadik idénye.
Ez volt az első olyan év, amikor a korábban Indy Racing League néven futó sorozat belevehette a nevébe az IndyCar brandet, miután lejárt a CART-tal kötött megállapodás, amely ezt tiltotta. Ugyancsak ez volt az első év, amikor külföldi versenyt rendeztek a sorozatban, erre Japánban, Motegiben került sor.
Több nagynevű csapat ettől az évtől kezdve száz százalékban az IndyCar versenyeire koncentrált, ilyen volt a Chip Ganassi Racing, a Team Penske vagy az Andretti Green Racing. Hasonló döntést hozott a CART két motorszállítója, a Honda és a Toyota is, így az Infiniti ettől az évtől kezdve a nevelőszériákat látta el motorral.
Az év két legsikeresebb csapata a Ganassi és a Penske volt. Májusban Gil de Ferran révén a Penske zsinórban harmadik Indy 500-győzelmét aratta (Hélio Castroneves kis híján egymás után harmadszor végzett az élen, végül második lett), míg a bajnoki címet a Ganassi újonca, az új-zélandi Scott Dixon szerezte meg. Dixon egyébként csak az IndyCarban számított újoncnak, előtte két évig a CART-ban versenyzett. A szezonzárón Dixonon kívül még négy versenyzőnek (Hélio Castroneves, Sam Hornish, Jr., Gil de Ferran és Tony Kanaan) volt esélye megszerezni a bajnoki címet, azonban ez a verseny Thomas Scheckter és Kenny Bräck súlyos balesetéről maradt emlékezetes, melyben utóbbi versenyző súlyos sérüléseket szenvedett, amikor a pályát övező kerítésnek csapódott.
Ebben az évben történt egy haláleset is, Tony Renna egy indianapolisi teszt során vesztette életét.

## Versenyek
Minden verseny oválpályán zajlott.
| #  | Időpont        | Verseny                  | Pálya                            | Helyszín      | Pole-pozíció      | Leggyorsabb kör  | Legtöbb kör az élen | Győztes           |
| -- | -------------- | ------------------------ | -------------------------------- | ------------- | ----------------- | ---------------- | ------------------- | ----------------- |
| 1  | Március 2.     | Toyota Indy 300          | Homestead-Miami Speedway         | Homestead     | Tony Kanaan       | Tony Kanaan      | Gil de Ferran       | Scott Dixon       |
| 2  | Március 23.    | Purex Dial Indy 200      | Phoenix International Raceway    | Phoenix       | Tony Kanaan       | Scott Dixon      | Tony Kanaan         | Tony Kanaan       |
| 3  | Április 13.    | Indy Japan 300           | Twin Ring Motegi                 | Motegi, Japán | Scott Dixon       | Tomas Scheckter  | Tony Kanaan         | Scott Sharp       |
| 4  | Május 25.      | 87th Indianapolis 500    | Indianapolis Motor Speedway      | Speedway      | Hélio Castroneves | Tony Kanaan      | Tomas Scheckter     | Gil de Ferran     |
| 5  | Június 7.      | Bombardier 500           | Texas Motor Speedway             | Fort Worth    | Tomas Scheckter   | Felipe Giaffone  | Tomas Scheckter     | Al Unser, Jr.     |
| 6  | Június 15.     | Honda Indy 225           | Pikes Peak International Raceway | Fountain      | Tony Kanaan       | Tony Kanaan      | Scott Dixon         | Scott Dixon       |
| 7  | Június 28.     | SunTrust Indy Challenge  | Richmond International Raceway   | Richmond      | Scott Dixon       | Tomas Scheckter  | Scott Dixon         | Scott Dixon       |
| 8  | Július 6.      | Kansas Indy 300          | Kansas Speedway                  | Kansas City   | Scott Dixon       | Tony Kanaan      | Gil de Ferran       | Bryan Herta       |
| 9  | Július 19.     | Firestone Indy 200       | Nashville Superspeedway          | Lebanon       | Scott Dixon       | Sam Hornish, Jr. | Tony Kanaan         | Gil de Ferran     |
| 10 | Július 27.     | Firestone Indy 400       | Michigan International Speedway  | Brooklyn      | Tomas Scheckter   | Bryan Herta      | Sam Hornish, Jr.    | Alex Barron       |
| 11 | Augusztus 10.  | Emerson Indy 250         | Gateway International Raceway    | Madison       | Hélio Castroneves | Scott Dixon      | Hélio Castroneves   | Hélio Castroneves |
| 12 | Augusztus 17.  | Belterra Casino Indy 300 | Kentucky Speedway                | Sparta        | Sam Hornish, Jr.  | Sarah Fisher     | Sam Hornish, Jr.    | Sam Hornish, Jr.  |
| 13 | Augusztus 24.  | Firestone Indy 225       | Nazareth Speedway                | Nazareth      | Scott Dixon       | Sam Hornish, Jr. | Hélio Castroneves   | Hélio Castroneves |
| 14 | Szeptember 7.  | Delphi Indy 300          | Chicagoland Speedway             | Joliet        | Richie Hearn      | Bryan Herta      | Tomas Scheckter     | Sam Hornish, Jr.  |
| 15 | Szeptember 21. | Toyota Indy 400          | California Speedway              | Fontana       | Hélio Castroneves | Scott Dixon      | Tomas Scheckter     | Sam Hornish, Jr.  |
| 16 | Október 12.    | Chevy 500                | Texas Motor Speedway             | Fort Worth    | Gil de Ferran     | Tony Kanaan      | Gil de Ferran       | Gil de Ferran     |

## Versenyzők, csapatok
| Csapat                   | Kasztni         | Motor        | #  | Versenyző(k)       | Szponzor(ok)                    | Megjegyzés |
| ------------------------ | --------------- | ------------ | -- | ------------------ | ------------------------------- | --- |
| Ganassi Racing           | G-Force         | Toyota       | 9  | Scott Dixon        | Target                          | |
| Ganassi Racing           | G-Force         | Toyota       | 10 | Tomas Scheckter    | Target                          | |
| Panther Racing           | Dallara         | Chevrolet    | 4  | Sam Hornish, Jr.   | Pennzoil                        | Bár megvolt rá a lehetősége, hogy az 1-es rajtszámot használja, maradt a 4-esnél.                               |
| Panther Racing           | Dallara         | Chevrolet    | 44 | Robby McGehee      | Pedigo Chevrolet                | Csak az Indy 500-on indult.                                                                                     |
| Panther Racing           | Dallara         | Chevrolet    | 98 | Billy Boat         | Pedigo Chevrolet                | Indy 500 only.                                                                                                  |
| Team Penske              | Dallara G-Force | Toyota       | 3  | Hélio Castroneves  | Marlboro                        | |
| Team Penske              | Dallara G-Force | Toyota       | 6  | Gil de Ferran      | Marlboro                        | Phoenixben megsérült.                                                                                           |
| Team Penske              | Dallara G-Force | Toyota       | 6  | Alex Barron        | Marlboro                        | de Ferran helyettese Motegiben.                                                                                 |
| Andretti Green Racing    | Dallara         | Honda        | 7  | Michael Andretti   | 7-Eleven                        | Homesteadtől az Indy 500-ig.                                                                                    |
| Andretti Green Racing    | Dallara         | Honda        | 11 | Tony Kanaan        | 7-Eleven                        | |
| Andretti Green Racing    | Dallara         | Honda        | 26 | Dan Wheldon        | Klein Tools Jim Beam            | Motegitől kezdve.                                                                                               |
| Andretti Green Racing    | Dallara         | Honda        | 27 | Bryan Herta        | Archipelago Motorola            | Indianapolisban Franchitti helyettese lett volna, de megsérült, így helyére Gordon került.                      |
| Andretti Green Racing    | Dallara         | Honda        | 27 | Dario Franchitti   | Alpine Archipelago Motorola     | Csak Homesteadben, Phoenixben és Pikes Peakben indult, a szezon további részét egy motorbaleset miatt kihagyta. |
| Andretti Green Racing    | Dallara         | Honda        | 27 | Robby Gordon       | Archipelago Motorola            | Herta helyettese Indianapolisban.                                                                               |
| Kelley Racing            | Dallara         | Toyota       | 8  | Scott Sharp        | Delphi                          | |
| Kelley Racing            | Dallara         | Toyota       | 31 | Al Unser Jr.       | Corteco Bryant                  | |
| Kelley Racing            | Dallara         | Toyota       | 32 | Tony Renna         | Cure Autism Now HomeMed         | Csak Indianapolisban indult.                                                                                    |
| A. J. Foyt Enterprises   | Dallara G-Force | Toyota       | 5  | Jaques Lazier      | A. J. Foyt Racing               | Csak Texastól Kansasig versenyzett.                                                                             |
| A. J. Foyt Enterprises   | Dallara G-Force | Toyota       | 5  | Hattori Sigeaki    | EPSON                           | Homesteadtől Indianapolisig versenyzett.                                                                        |
| A. J. Foyt Enterprises   | Dallara G-Force | Toyota       | 14 | A. J. Foyt IV      | Conseco                         | |
| A. J. Foyt Enterprises   | Dallara G-Force | Toyota       | 41 | Airton Daré        | A. J. Foyt Racing               | Csak Indianapolisban indult.                                                                                    |
| Dreyer & Reinbold Racing | Dallara         | Chevrolet    | 22 | Robbie Buhl        | Purex Aventis                   | |
| Dreyer & Reinbold Racing | Dallara         | Chevrolet    | 23 | Sarah Fisher       | GMAC AOL Raybestos              | Nazarethben nem indult.                                                                                         |
| Team Rahal               | Dallara         | Honda Toyota | 15 | Kenny Bräck        | Pioneer Miller Lite             | |
| Team Rahal               | Dallara         | Honda Toyota | 19 | Jimmy Vasser       | Argent Mortgage                 | Csak Indianapolisban indult.                                                                                    |
| Mo Nunn Racing           | G-Force         | Toyota       | 12 | Takagi Toranoszuke | Pioneer                         | |
| Mo Nunn Racing           | G-Force         | Toyota       | 20 | Arie Luyendyk      | Meijer                          | Csak Indianapolisban indult volna, de nem tudta kvalifikálni magát.                                             |
| Mo Nunn Racing           | G-Force         | Toyota       | 21 | Alex Barron        | Hollywood cigarettes            | Nashville-től Nazarethig Giaffone helyettese.                                                                   |
| Mo Nunn Racing           | G-Force         | Toyota       | 21 | Felipe Giaffone    | Hollywood cigarettes            | Nashville-től Nazarethig nem indult sérülés miatt.                                                              |
| Fernández Racing         | Dallara         | Honda        | 55 | Roger Yasukawa     | Panasonic ARTA                  | |
| Cheever Racing           | Dallara         | Chevrolet    | 52 | Buddy Rice         | RedBull                         | Homesteadtől Nazarethig indult.                                                                                 |
| Cheever Racing           | Dallara         | Chevrolet    | 52 | Alex Barron        | RedBull                         | Joliet-ben, Fontanában és a texasi második futamon Rice helyettese.                                             |
| Beck Motorsports         | Dallara         | Chevrolet    | 54 | Nakano Sindzsi     | Beard Papa's Auto Project Honda | Csak Motegiben és Indianapolisban indult.                                                                       |
| Team Menard              | Dallara         | Chevrolet    | 22 | Vitor Meira        | Menards Johns Manville          | Csak Indianapolisban.                                                                                           |
| Team Menard              | Dallara         | Chevrolet    | 2  | Vitor Meira        | Menards Johns Manville          | Tíz versenyen                                                                                                   |
| Team Menard              | Dallara         | Chevrolet    | 2  | Jaques Lazier      | Menards Johns Manville          | Homesteadtől Indianapolisig.                                                                                    |
| Team Menard              | Dallara         | Chevrolet    | 2  | Richie Hearn       | Menards Johns Manville          | Csak Joliet-ben.                                                                                                |
| PDM Racing               | Dallara         | Chevrolet    | 18 | Ed Carpenter       | Metabolife Ultra PDM Racing     | Csak Joliet, Fontana és Fort Worth.                                                                             |
| PDM Racing               | Dallara         | Chevrolet    | 18 | Scott Mayer        | Bank one PDM Racing             | Homesteadtől Motegiig.                                                                                          |
| PDM Racing               | Dallara         | Chevrolet    | 18 | Jimmy Kite         | Denny Hecker's Auto Connection  | Mayer helyettese Indianapolisban.                                                                               |
| Access Motorsports       | G-Force         | Honda        | 13 | Greg Ray           | TrimSpa                         | Himesteadben, Phoenixben és Joliet-ben nem indult.                                                              |
| Hemelgarn Racing         | Dallara         | Chevrolet    | 91 | Buddy Lazier       | Metabolife Hemelgarn Racing     | Missed Homestead, Did not start at Fontana, Texas 2.                                                            |
| Hemelgarn Racing         | Dallara         | Chevrolet    | 91 | Richie Hearn       | Delta Faucet Life Fitness       | Replaced Lazier at Fontana, Texas 2.                                                                            |
| Sam Schmidt Motorsports  | G-Force         | Toyota       | 99 | Richie Hearn       | Contour Hardening               | Csak Indianapolisban indult.                                                                                    |

## A bajnokság végeredménye
| Poz. | Versenyző          | HMS | PHX | MOT | INDY | TXS | PIK | RIR | KAN | NSH | MIS | GAT | KTY | NAZ | CHI | FON | TXS | Pont |
| ---- | ------------------ | --- | --- | --- | ---- | --- | --- | --- | --- | --- | --- | --- | --- | --- | --- | --- | --- | ---- |
| 1    | Scott Dixon        | 1   | 20  | 15  | 17   | 6   | 1*  | 1*  | 6   | 2   | 5   | 15  | 2   | 16  | 2   | 2   | 2   | 507  |
| 2    | Gil de Ferran      | 2*  | 14  |     | 1    | 8   | 3   | 3   | 3*  | 1   | 7   | 3   | 9   | 4   | 12  | 15  | 1*  | 489  |
| 3    | Hélio Castroneves  | 3   | 2   | 22  | 2    | 7   | 12  | 2   | 2   | 3   | 17  | 1*  | 5   | 1*  | 20  | 6   | 13  | 484  |
| 4    | Tony Kanaan        | 4   | 1*  | 14* | 3    | 2   | 2   | 5   | 4   | 9*  | 16  | 2   | 6   | 18  | 6   | 3   | 14  | 476  |
| 5    | Sam Hornish, Jr.   | 10  | 21  | 6   | 15   | 10  | 5   | 4   | 17  | 11  | 2*  | 6   | 1*  | 2   | 1   | 1   | 17  | 461  |
| 6    | Al Unser, Jr.      | 13  | 4   | 5   | 9    | 1   | 14  | 10  | 14  | 8   | 9   | 20  | 4   | 6   | 19  | 9   | 9   | 374  |
| 7    | Tomas Scheckter    | 8   | 15  | 16  | 4*   | 18* | 8   | 18  | 9   | 10  | 3   | 4   | 10  | 19  | 5*  | 5*  | 15  | 356  |
| 8    | Scott Sharp        | 5   | 7   | 1   | 20   | 16  | 11  | 17  | 16  | 13  | 4   | 10  | 13  | 12  | 11  | 8   | 6   | 351  |
| 9    | Kenny Bräck        | 11  | 5   | 2   | 16   | 4   | 7   | 7   | 5   | 6   | 18  | 19  | 19  | 5   | 21  | 20  | 16  | 342  |
| 10   | Takagi Toranoszuke | 12  | 22  | 8   | 5    | 3   | 6   | 13  | 18  | 7   | 6   | 7   | 18  | 14  | 9   | 18  | 7   | 317  |
| 11   | Dan Wheldon        |     |     | 7   | 19   | 20  | 19  | 8   | 21  | 4   | 20  | 5   | 8   | 7   | 4   | 4   | 3   | 312  |
| 12   | Roger Yasukawa     | 14  | 17  | 21  | 10   | 9   | 17  | 11  | 7   | 15  | 8   | 18  | 12  | 8   | 8   | 7   | 10  | 301  |
| 13   | Bryan Herta        |     |     |     | DNQ  | 5   |     | 14  | 1   | 12  | 19  | 21  | 3   | 3   | 3   | 22  | 5   | 277  |
| 14   | Robby Buhl         | 19  | 12  | 10  | 23   | 22  | 15  | 15  | 12  | 21  | 13  | 12  | 7   | 9   | 10  | 12  | 11  | 261  |
| 15   | Greg Ray           |     |     | 9   | 8    | 11  | 18  | 12  | 8   | 16  | 10  | 8   | 15  | 17  | DNS | 14  | 8   | 253  |
| 16   | Buddy Rice         | 16  | 9   | 13  | 11   | 14  | 9   | 9   | 19  | 18  | 11  | 14  | 11  | 10  |     |     |     | 229  |
| 17   | Alex Barron        |     |     | 17  | 6    |     |     |     |     | 5   | 1   | 16  | 20  | 15  | 7   | 10  | 20  | 216  |
| 18   | Sarah Fisher       | 15  | 8   | 23  | 31   | 15  | 20  | 19  | 11  | 20  | 15  | 13  | 14  | DNS | 18  | 19  | 12  | 211  |
| 19   | Buddy Lazier       |     | 11  | 19  | 21   | 13  | 10  | 20  | 13  | 14  | 12  | 11  | 16  | 13  | 16  |     |     | 201  |
| 20   | Felipe Giaffone    | 9   | 3   | 3   | 33   | 17  | 13  | 6   | 22  |     |     |     |     |     | 15  | 16  | 19  | 199  |
| 21   | A. J. Foyt IV      | 17  | 18  | 18  | 18   | 21  | 22  | 21  | 15  | 17  | 14  | 17  | 17  | 11  | 17  | 17  | 22  | 198  |
| 22   | Vitor Meira        |     |     |     | 12   | 12  | 16  | 22  | 20  | 19  | 21  | 9   | DNS |     |     | 11  | 4   | 170  |
| 23   | Jaques Lazier      | 20  | 6   | 12  | 29   | 19  | 21  | 16  | 10  |     |     |     |     | DNS |     |     |     | 120  |
| 24   | Michael Andretti   | 6   | 13  | 4   | 27   |     |     |     |     |     |     |     |     |     |     |     |     | 80   |
| 25   | Dario Franchitti   | 7   | 16  |     |      |     | 4   |     |     |     |     |     |     |     |     |     |     | 72   |
| 26   | Hattori Sigeaki    | 18  | 10  | 20  | 30   |     |     |     |     |     |     |     |     |     |     |     |     | 43   |
| 27   | Ed Carpenter       |     |     |     |      |     |     |     |     |     |     |     |     |     | 13  | 13  | 21  | 43   |
| 28   | Richie Hearn       |     |     |     | 28   |     |     |     |     |     |     |     |     |     | 14  | 21  | 18  | 39   |
| 29   | Nakano Sindzsi     |     |     | 11  | 14   |     |     |     |     |     |     |     |     |     |     |     |     | 35   |
| 30   | Tony Renna         |     |     |     | 7    |     |     |     |     |     |     |     |     |     |     |     |     | 26   |
| 31   | Scott Mayer        | 21  | 19  | 24  | DNQ  |     |     |     |     |     |     |     |     |     |     |     |     | 26   |
| 32   | Jimmy Kite         |     |     |     | 13   |     |     |     |     |     |     |     |     |     |     |     |     | 17   |
| 33   | Robby Gordon       |     |     |     | 22   |     |     |     |     |     |     |     |     |     |     |     |     | 8    |
| 34   | Airton Daré        |     |     |     | 24   | DNQ |     |     |     |     |     |     |     |     |     |     |     | 6    |
| 35   | Robby McGehee      |     |     |     | 25   |     |     |     |     |     |     |     |     |     |     |     |     | 5    |
| 36   | Jimmy Vasser       |     |     |     | 26   |     |     |     |     |     |     |     |     |     |     |     |     | 4    |
| 37   | Billy Boat         |     |     |     | 32   |     |     |     |     |     |     |     |     |     |     |     |     | 1    |
| -    | Arie Luyendyk      |     |     |     | DNQ  |     |     |     |     |     |     |     |     |     |     |     |     | 0    |
| Poz. | Versenyző          | HMS | PHX | MOT | INDY | TXS | PIK | RIR | KAN | NSH | MIS | GAT | KTY | NAZ | CHI | FON | TXS | Pont |

| Szín       | Eredmény                     |
| ---------- | ---------------------------- |
| arany      | győztes                      |
| ezüst      | második                      |
| bronz      | harmadik                     |
| zöld       | 4–5.                         |
| világoskék | 6–10.                        |
| sötétkék   | top 10-en kívül              |
| lila       | kiesett (Ret)                |
| piros      | nem kvalifikálta magát (DNQ) |
| barna      | visszalépett (Wth)           |
| fekete     | kizárva (DSQ)                |
| fehér      | nem rajtolt el (DNS)         |
| üres       | nem gyakorolt (DNP)          |
| üres       | nem vett részt               |

| Jelmagyarázat        |                                   |
| félkövér             | pole-pozíció                      |
| dőlt                 | leggyorsabb kör                   |
| *                    | legtöbb élen töltött kör (2 pont) |
| az év legjobb újonca |                                   |
| újonc                |                                   |

| Szín       | Eredmény                     |
| ---------- | ---------------------------- |
| arany      | győztes                      |
| ezüst      | második                      |
| bronz      | harmadik                     |
| zöld       | 4–5.                         |
| világoskék | 6–10.                        |
| sötétkék   | top 10-en kívül              |
| lila       | kiesett (Ret)                |
| piros      | nem kvalifikálta magát (DNQ) |
| barna      | visszalépett (Wth)           |
| fekete     | kizárva (DSQ)                |
| fehér      | nem rajtolt el (DNS)         |
| üres       | nem gyakorolt (DNP)          |
| üres       | nem vett részt               |

| Jelmagyarázat        |                                   |
| félkövér             | pole-pozíció                      |
| dőlt                 | leggyorsabb kör                   |
| *                    | legtöbb élen töltött kör (2 pont) |
| az év legjobb újonca |                                   |
| újonc                |                                   |

A pontozás minden versenyen a következőképpen alakult:
| Pozíció | 1  | 2  | 3  | 4  | 5  | 6  | 7  | 8  | 9  | 10 | 11 | 12 | 13 | 14 | 15 | 16 | 17 | 18 | 19 | 20 | 21 | 22 | 23 | 24 | 25 | 26 | 27 | 28 | 29 | 30 | 31 | 32 | 33 |
| ------- | -- | -- | -- | -- | -- | -- | -- | -- | -- | -- | -- | -- | -- | -- | -- | -- | -- | -- | -- | -- | -- | -- | -- | -- | -- | -- | -- | -- | -- | -- | -- | -- | -- |
| Pont    | 50 | 40 | 35 | 32 | 30 | 28 | 26 | 24 | 22 | 20 | 19 | 18 | 17 | 16 | 15 | 14 | 13 | 12 | 11 | 10 | 9  | 8  | 7  | 6  | 5  | 4  | 3  | 2  | 1  | 1  | 1  | 1  | 1  |

Megjegyzések:
- Bár Dixon az IndyCarban valóban újonc volt, kétéves CART-múltja miatt úgy döntöttek, hogy nem versenyezhet a legjobb újonc címéért.
- Takagitól 23 pontot levontak elfogadhatatlan vezetési stílus miatt.

## Lásd még
- 2003-as indianapolisi 500
- 2003-as CART szezon